# Spindasis bellatrix
Spindasis bellatrix är en fjärilsart som beskrevs av Butler 1886. Spindasis bellatrix ingår i släktet Spindasis och familjen juvelvingar. Inga underarter finns listade i Catalogue of Life.